# Mentalización
Mentalización significa en psicología y en psicoanálisis la «capacidad de interpretar el comportamiento propio o el de otros a través de la atribución de estados mentales». Aquí no se trata únicamente del comportamiento del otro, sino de las propias ideas acerca de sus creencias, sentimientos, actitudes, deseos, etc, que subyacen a la conducta. De alguna manera, mentalización significa poder "leer en el comportamiento lo que está pasando en la mente de otros". Así mismo es posible comprender reflexivamente la propia experiencia y el propio actuar. El concepto de mentalización se apoya en la investigación de la Theory of Mind; fue acuñado por Peter Fonagy y Mary Target.
La mentalización presupone un entendimiento de la naturaleza de lo mental. Esto incluye el conocimiento de que la realidad solo está representada (figurada) en la mente, pero que las ideas en general no corresponden exactamente al mundo real. 
La capacidad de mentalización comienza a desarrollarse en los primeros meses de vida: En una relación de apego seguro con los principales adultos significativos primarios se lleva a cabo un intercambio social. Esto permite al niño diferenciar cada vez mejor las emociones, entenderlas y controlarlas, así como dirigir su propia atención. En general, la capacidad básica para mentalizar se encuentra formada a partir de la edad de cuatro años.

## Fundamentos de la mentalización

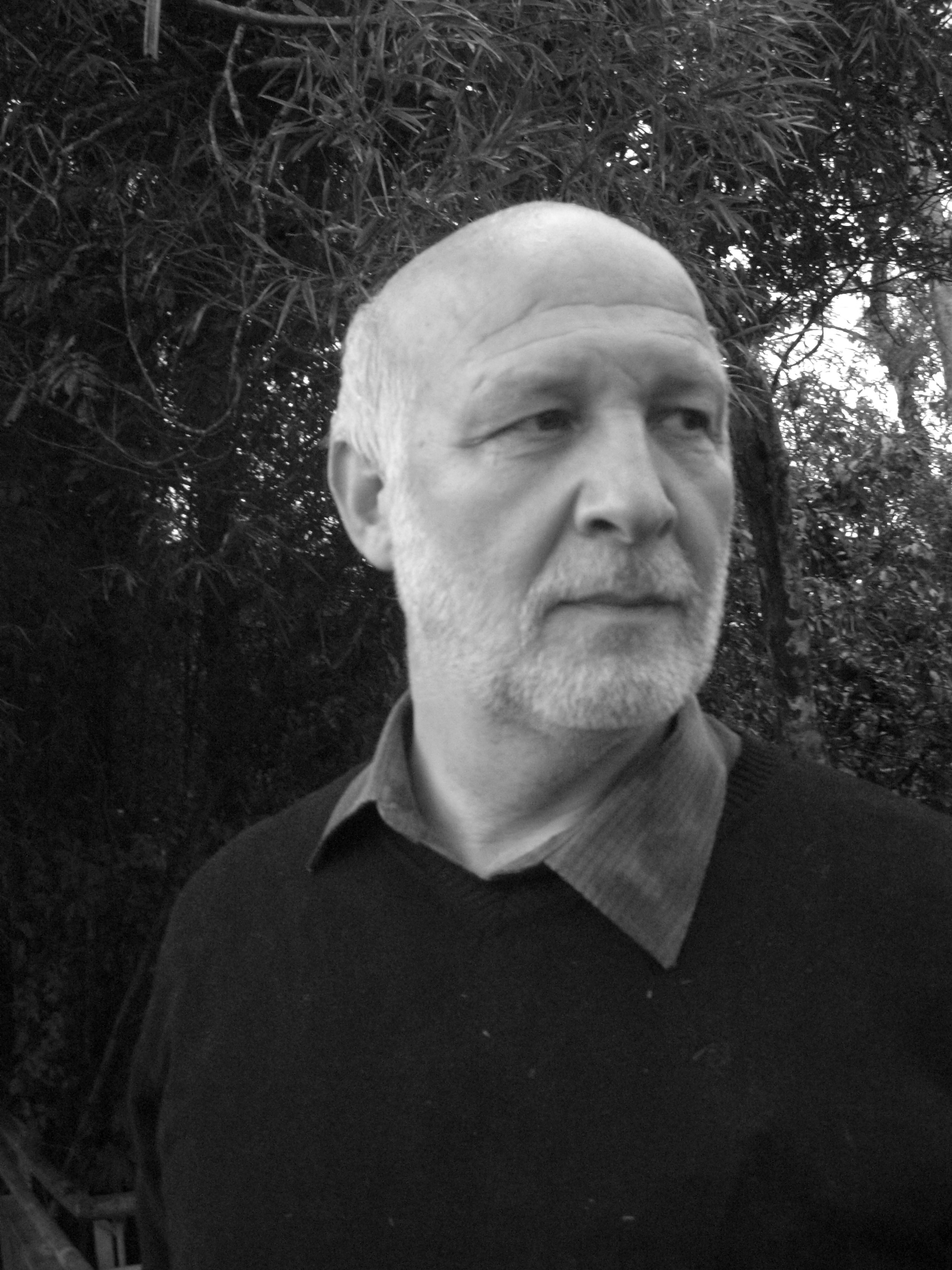
El psicoanalista Peter Fonagy es uno de los creadores del concepto de mentalización y de la psicoterapia basada en la mentalización

La mentalización es un constructo para designar la normal toma de consciencia de los procesos psíquicos en la psicología de la vida cotidiana. Significa entonces diferenciar los estados afectivos y mentales de la actividad y, al hacerlo, reconocerlos como sus causantes. La mentalización significa poseer una idea acerca de cuáles son los motivos psíquicos (mentales, es decir, del pensamiento) que podrían estar presentes en la base del comportamiento de un ser humano. El concepto incluye la capacidad de suponer en otras personas, como también en sí mismo, deseos, pensamientos y convencimientos, es decir, procesos mentales, psíquicos, que subyacen a los actos. De igual modo, es posible mentalizarse a sí mismo, es decir comprender reflexivamente qué circunstancias y experiencias pasadas y presentes han conducido a los deseos, pensamientos y convicciones actuales. Para poder desarrollar esta capacidad es necesario desarrollar una idea básica de lo mental. 
Para muchas personas es algo natural atribuir los actos propios o ajenos a los deseos, necesidades, propósitos, expectativas y opiniones de otros, pero también de sí mismos. Si una persona, por ejemplo abre una ventana, lo hace porque desea aire fresco; sonríe, porque se alegra; o indica hacia un objeto debido a que quiere llamar la atención de otros hacia él. Es parte de la vida cotidiana considerar estos estados mentales de otros como causa de sus actos.
Se puede ver la capacidad para mentalizar como una particularidad especial del ser humano. Parece ser el fundamento de la «especie social» del ser humano y posiblemente la base para acumular y preservar el saber cultural. Debido a su «consciencia social», el ser humano es una especie que muestra altruismo también frente a congéneres no emparentados y que está en condiciones de prestar ayuda en conflictos. Esto también se atribuye a la capacidad de mentalización.
No es aquí lo crucial si acaso los supuestos estados mentales (psíquicos) están en realidad presentes de esa manera. Lo importante para la actitud social del individuo parece ser el saber que los pensamientos mentalizados se tratan únicamente de representaciones de la realidad. Así, por ejemplo, para poder prever cómo actuará alguien, no es relevante si acaso un objeto es realmente peligroso sino si acaso quien está frente a él cree que lo es. En cualquier caso, la capacidad de mentalizar ofrece una clara ventaja para la selección en el sentido de la teoría de la evolución de Charles Darwin. Mientras más frecuentemente a una persona le resulte posible entender al otro, tanto más probablemente se podrá adaptar a las distintos entornos sociales. Si una persona es capaz de interpretar correctamente los deseos, ideas y convicciones de otras personas de manera habitual, logrará a través de esto ser más adaptable. Una mentalización eficaz sirve a:
- «la orientación y el control de toda clase de comunicación interpersonal y configuración de los vínculos
- la regulación de las propias emociones y la autoregulación
- una mayor competencia emocional y social.»[4]

El punto de partida para la investigación acerca de la capacidad de mentalización fue la Theory of Mind (ToM). Esta orientación de la psicología cognitiva investiga entre otras cosas a partir de qué momento los niños descubren que los otros y ellos mismos pueden tener estados mentales (psíquicos) diferenciables entre sí. En las diferentes culturas, este conocimiento se establece aproximadamente a la misma edad. Por eso, la investigación supone que esta capacidad está genéticamente cimentada. A diferencia de la mentalización, la Theory of Mind señala solamente el conocimiento acerca de que otros seres humanos también tienen estados mentales (psíquicos).
El concepto de mentalización de Peter Fonagy y Mary Target y sus colaboradores se diferencia de las investigaciones de la Theory-of-Mind a través de las conexiones con la teoría del apego y la psicología del desarrollo así como con el psicoanálisis. Fonagy und Target critican la Theory of Mind, debido a que existen indicios que señalan hacia un desarrollo dependiente de la socialización. Así p. ej. los niños que crecen con hermanos mayores pueden comprender más pronto que otras personas pueden tener convicciones incorrectas. El saber acerca de las ideas falsas en otros se considera una capacidad a partir de cuya presencia es posible hablar de una Theory of Mind en el niño. Fonagy y sus colaboradores suponen que la capacidad de mentalización no aparece simplemente por sí misma como una propiedad de la maduración. Suponen, en cambio, que la capacidad de mentalizar primeramente tiene que desarrollarse, a partir de los primeros años de vida, en el intercambio con las principales figuras de referencia.
Con este objetivo, los científicos han puesto en marcha un programa de investigación en el que estudian tanto los pasos fundamentales en el desarrollo hacia la capacidad de mentalizar, como los efectos de la mentalización en una persona adulta. En este contexto se han planteado la cuestión de en qué medida los trastornos en este desarrollo pueden conducir a trastornos psíquicos.

## Bases teóricas

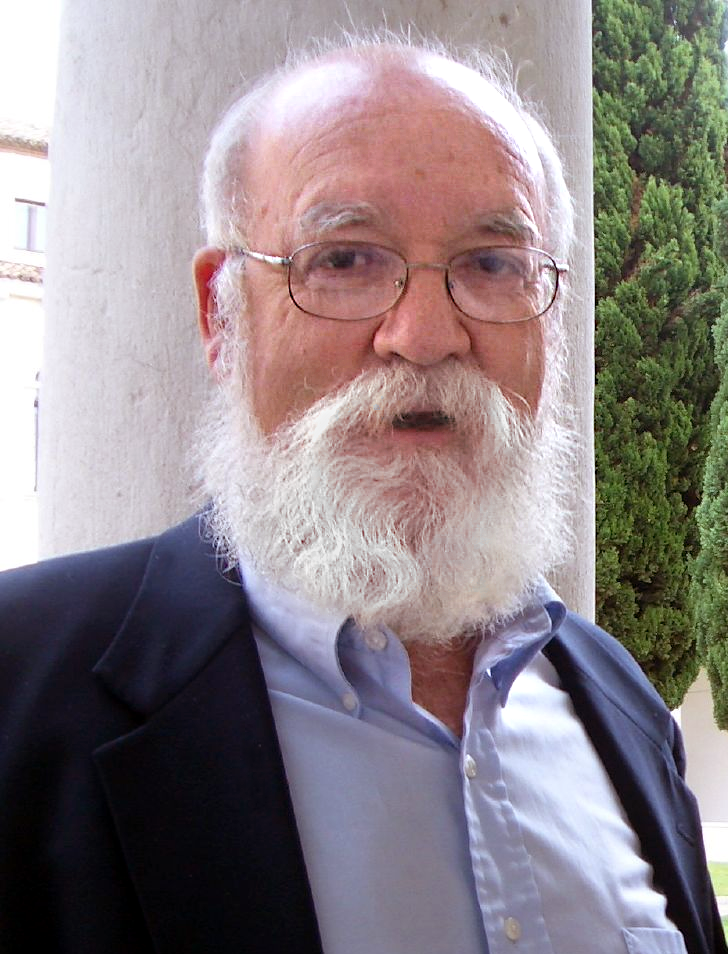
Daniel Dennett

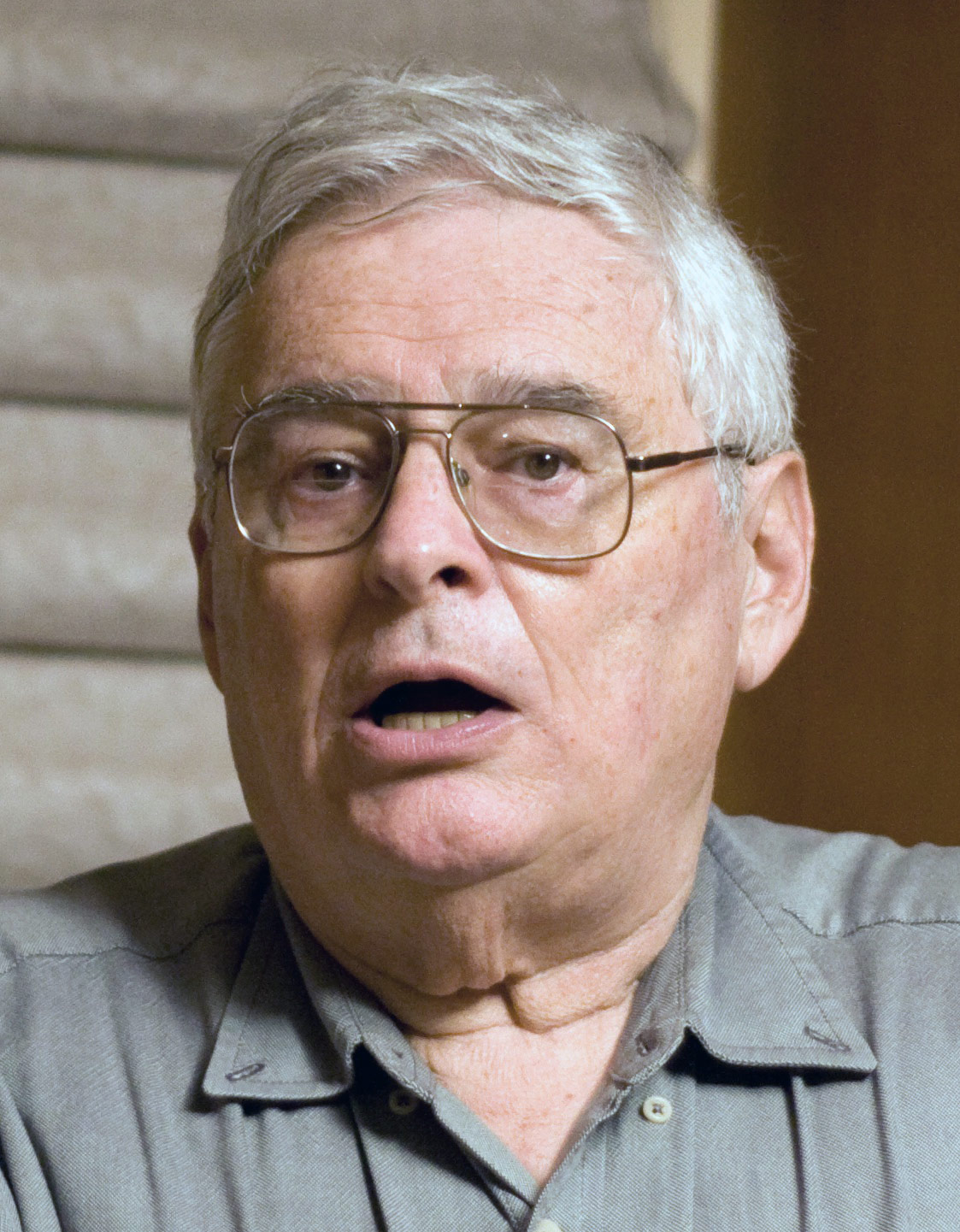
Jerry Fodor

En las décadas pasadas los investigadores científicos se preguntaron por el origen de la posibilidad que tienen los seres humanos de ver sus propios estados mentales en relación con los estados mentales de otros seres humanos. Entre ellos se cuentan filósofos como Daniel Dennett o Jerry Fodor, como también algunos psicólogos del desarrollo cognitivistas. Esta capacidad única del ser humano se llama en las ciencias de la cognición Theory of Mind, es decir, la posesión una teoría de lo mental que cualquier ser humano puede alcanzar. El concepto de Theory of Mind (ToM) designa, en psicología y en otras ciencias de la cognición, la capacidad de hacer una suposición acerca de los procesos conscientes en otras personas, es decir suponer en otras personas sentimientos, necesidades, propósitos, expectativas y opiniones.
El filósofo Daniel Dennett veía en esta capacidad un enorme logro adaptativo en términos de la evolución. La capacidad de comprender las acciones de otros como provistos de sentido y de propósito, conducidos por una mente, hace posible predecir la actuación de los otros. El comportamiento se vuelve predecible en tanto se atribuye una intención, es decir, un propósito, al actuar de una persona. Un ejemplo muy sencillo para esto sería el de una persona que se muestra triste o furiosa por la pérdida de un objeto. Será más probable que esta persona vaya en busca del objeto que si acaso se muestra insensible o indiferente ante su pérdida.

### Requisitos para el desarrollo de la capacidad para mentalizar
Fonagy y Target sobre todo destacan la capacidad de interpretar estados psíquicos como un desarrollo social significativo del ser humano. Estas aptitudes que se desarrollan las denominan función de interpretación interpersonal (FII). Consideran la función de interpretación personal como un instrumento para el procesamiento de nuevas experiencias. Para utilizar esta función, deben concurrir otras funciones psíquicas complejas, como por ejemplo:
- la regulación de las emociones,
- el control de la atención y
- habilidades mentalizadoras

Según el enfoque de los investigadores, para realmente hacer uso de la capacidad de mentalizar, es necesario un complejo interjuego de otras funciones psíquicas. En su desarrollo, estas funciones se condicionan mutuamente. Si, por ejemplo, la función de control de la atención no está suficientemente desarrollada, no le resultará posible a esa persona una aplicación de la FII en situaciones de estrés. Las reacciones emocionales negativas frente a las acciones de otros no pueden ser atribuidas al estado mental del otro. Falta en una situación tal la distancia reflexiva necesaria. A una persona, por ejemplo, no le resulta posible atribuir o explicar un comportamiento supuestamente agresivo de otro basándose en las propias acciones o expresiones. No se efectúa la reflexión de las causas que anteceden.
La capacidad de comprender la conducta propia y de otros seres humanos sobre la base de estados mentales intencionales es vista por los investigadores como la forma más elevada del desarrollo de la función de interpretación interpersonal. Un apego mal adaptado impide el desarrollo de tal función de interpretación interpersonal. En particular, las personas que sufren de un trastorno de la personalidad no poseen esta función.
Para estudiar la capacidad de mentalización de personas adultas, los investigadores operacionalizaron las estrategias de interpretación mentalistas como «función de reflexión». Este concepto designa «la capacidad de interpretar la conducta propia, así como los modos de actuar de otros seres humanos, de manera plausible como resultado de los estados mentales que subyacen a ellos»

## Psicología del desarrollo y mentalización

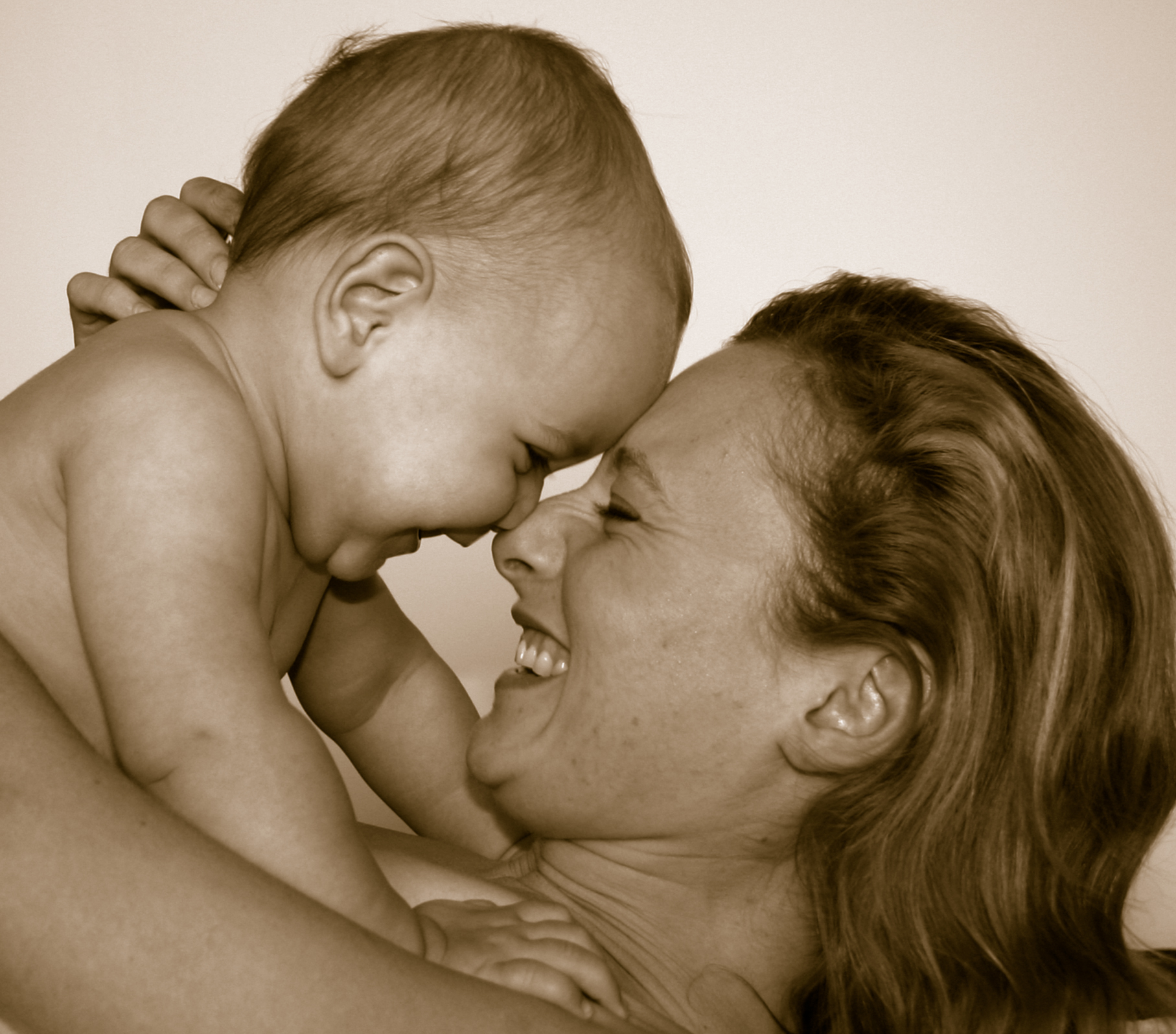
Los seres humanos son capaces de realizar procesos sociales de intercambio muy poco después del nacimiento

Peter Fonagy y Mary Target así como su grupo de investigación en el University College London han relacionado estos fundamentos con la investigación psicoanalítica del lactante la psicología del desarrollo y la teoría del apego. Formulan una teoría que describe el desarrollo de esta manera de entender el ser humano, consistente en suponer en otros estados mentales similares a los de la propia persona. En esta teoría, los desarrollos patológicos de esta habilidad también se ponen en relación con los desarrollos tempranos de la persona.
Fonagy y Target parten del supuesto de que una Theory of Mind no se establece simplemente a partir de alguna edad determinada, sino que suponen que esta capacidad debe ser primeramente adquirida en medio de un proceso sensible de desarrollo que comienza en la infancia temprana.

### Elsí mismocomo autor
En un desarrollo normal se presentan, según Peter Fonagy y György Gergely, distintas fases tempranas del desarrollo del sí mismo y de su entendimiento de sus posibilidades de ser el autor de cambios en su entorno social y físico. Así, un niño debe primero comprender que cosas puede producir en su entorno antes de que entienda que también tiene influencia en el conocimiento de otra persona. El desarrollo se torna más complejo con la edad. Es posible distinguir cinco fases de la autoría, la cual constituye la base de la capacidad de mentalización: 
- El nivel corporal: Desde el nacimiento el niño reconoce los efectos que el puede producir en los cuerpos presentes en el espacio. Puede poner cosas en movimiento como causante/autor.
- El nivel social: El proceso de interacción entre el bebé y los adultos significativos como referentes, que comienza desde el nacimiento, se manifiesta en la infancia temprana en la comprensión por parte del niño de que puede ser iniciador de los procesos de intercambio.
- El nivel teleológico: Aquí comienza una comprensión por parte del niño acerca de las distintas posibilidades que tiene para alcanzar metas. El niño puede pensar (aproximadamente a los ocho o nueve meses) sobre distintas posibilidades de alcanzar un objetivo (por ejemplo llegar a un lugar o mover un objeto hacia una posición conveniente). En esta forma temprana, se trata a su vez de una comprensión propia de la autoría, limitada al espacio físico.
- El nivel intencional: Aquí comienza un entendimiento de los actos, el cual ya comprende intenciones como autor. Aquí se reconocen tanto las intenciones propias como las ajenas. Este paso en el desarrollo sucede durante el transcurso del segundo año de vida.
- El nivel representacional: Aproximadamente en el cuarto año de vida se produce un nuevo paso en el entendimiento de la autoría. A esta edad, los niños pueden integrar a su pensamiento que existe un saber sobre algo (por ejemplo, convicciones). Se puede decir, entonces, que finalmente pueden entenderse a sí mismos como autores de estados representacionales, es decir, mentales. Una clásica investigación que explora esta característica del desarrollo es a partir de que edad el niño está en condiciones de comprender que otras personas pueden poseer un falso conocimiento sobre algo.

Además, existe otro paso significativo del desarrollo: Aproximadamente a partir del sexto año de vida, el niño está en condiciones de organizar sus recuerdos de experiencias y actividades intencionales de manera coherente, causal y temporal. Con ello se quiere señalar que tiene una comprensión uniforme para sus experiencias pasadas. Así por ejemplo, está en condiciones de comprender los actos que se refieren a su propio pasado. Fonagy habla en este contexto de un «sí mismo autobiográfico» (autobiographisches Selbst).
La creciente capacidad del niño para tener un concepto de sí mismo como autor o causante, muestra una tendencia clara hacia percibir los estados mentales de manera cada vez más diferenciada. Un requisito básico para ello es explicar las interacciones sociales, es decir explicarse a sí mismo y a los demás bajo el prisma de las emociones, deseos y convicciones de ambas partes involucradas. Este proceso de entendimiento comienza con el desarrollo por parte del niño de concepciones acerca de sus propios estados internos. Así por ejemplo solo puede reflexionar sobre el miedo de otra persona si posee una representación del miedo como experiencia psicológica, cognitiva y conductual. Este concepto complejo se denomina en psicoanálisis como representación secundaria  (ver más abajo).

### El apego como requisito de desarrollo
Fonagy y Target consideran una condición necesaria para este desarrollo el apego (vínculo) seguro del niño a su figura (parental) de referencia 

 «Tenemos que partir de un modelo dialéctico del desarrollo del sí mismo (...), de acuerdo al cual la capacidad del niño para desarrollar una idea coherente de la psique depende de manera decisiva de si acaso él mismo se siente percibido como una psique por parte de su figura de apego».

 La teoría del apego de John Bowlby parte del supuesto de que representa una ventaja evolutiva si el niño está en condiciones de vincular emocionalmente a sus padres, quienes pueden ofrecerle protección. A través de la relación de apego, el niño intenta asegurar la cercanía de sus figuras de referencia. La calidad del vínculo de apego a las personas de referencia más importantes conduce a un determinado estilo de apego del niño, que tiene efectos en el comportamiento y en la psique de la persona y que hace predecible para el niño la conducta de su figura de apego. Bowlby denomina inner working models, es decir «modelos de trabajo interno» a estos efectos psíquicos. Estos modelos de trabajo, que contienen las experiencias de la relación temprana con la persona de referencia, se consideran como el fundamento de la adaptación del ser humano a su entorno social. Los efectos de las experiencias de apego tempranas se pueden combrobar también en las personas adultas. Fonagy y Target parten del supuesto de la teoría del apego de que el apego no solo produce efectos en la conducta social, sino que también determinadas funciones píquicas y la percepción de las relaciones son influenciadas por el vínculo de apego temprano con la persona de referencia.
Estas funciones complejas se desarrollan no solamente por la cercanía, como originalmente se describía en la teoría del apego, sino en la cercanía hacia la persona de referencia. Aquí son relevantes tanto la existencia de cercanía respecto de la persona de referencia, como también los procesos de intercambio en el vínculo.
Para explicar el surgimiento de estas funciones psíquicas complejas Fonagy y Target recurren a la investigación empírica del lactante. De allí emana que las emociones y afectos fundamentales son aún indiferenciados en los primeros meses de vida.

### Regulación del afecto en el desarrollo delsí mismo
Algunos psicólogos del desarrollo postulan que en el primer año de vida, los lactantes experimentan sus propios afectos y emociones como estados positivos o negativos pero sin poder clasificarlos realmente.  En este contexto, experimentan de manera pasiva e indiferenciada los cambios somáticos que son característicos de una emoción. No pueden clasificar de manera consciente los estados corporales que acompañan típicamente a las diferentes emociones. Entonces, las emociones elementales (alegría, enfado, miedo, tristeza, asco y sorpresa, definidas por las (teorías de la emoción) se viven sin que se les atribuya un sentido pensado. Los lactantes pueden sentir un malestar que es ocasionado por un evento atemorizador, pero no pueden determinar que ellos mismos están «atemorizados» o son «miedosos». De igual modo, tampoco poseen las habilidades para enlazar el miedo con una persona o con un suceso que han dado origen al estado de temor.
El niño debe desarrollar primero la habilidad para distinguir estados emocionales diferentes. El grupo de investigación en torno a Fonagy le da especial importancia a este aspecto. Los investigadores creen que esta habilidad es un requisito básico para poder reconocer los propios estados mentales como tales. Esto constituye a su vez la base para, de igual modo, poder atribuir a otras personas la posesión de tales estados mentales.

#### Reflejo del afecto
Para explicar la manera en que los niños desarrollan esa capacidad, Fonagy y Target recurren al modelo de reflejo del afecto desarrollado por el autor húngaro György Gergely y el canadiense Watson. Gergely y Watson describen la regulación de los afectos en los lactantes que surge en el interjuego con las personas significativas de referencia. Esta relación es el fundamento para el desarrollo de la facultad para regular los afectos.
Gergely y Watson suponen también que los lactantes perciben de manera aún indiferenciada e irreflexiva - de manera vaga - las sensaciones corporales que acompañan a sus emociones (primary awarness). Se hacen más conscientes de sus propios sentimientos y estados emocionales solo a través de la reacción de la persona a cargo de su cuidado, es decir a través de la correspondiente respuesta de esa persona, la que corresponde a la expresión emocional del lactante. Los investigadores hablan en este contexto de reflejo del afecto.
Este reflejo del afecto debe entenderse como respuesta no-verbal en mímica y emisión de sonidos que corresponden al estado emocional del lactante. Los padres suelen mostrar una respuesta que la mayor parte de las veces es exagerada y fuertemente acentuada. Los investigadores denominan "marcación" estas respuestas afectivas y acentuadas de los padres. Este comportamiento parece ser congénito y constituir una particularidad de la evolución. Esta conducta intuitiva se presenta también en este lenguaje transcultural de bebés que las personas de muchas culturas asumen espontáneamente cuando se dirigen a un lactante o a un niño pequeño. Los padres exageran aquí de manera clara las expresiones afectivas de los niños.

#### Marcación
Según Gergely y Watson la exageración o marcación de los afectos del lactante es de importancia decisiva. Aunque las personas que cuidan a su niño tienen de igual modo sentimientos parecidos al mirar la expresión emocional de sus niños, no reaccionan igual en la mímica y emisiones sonoras o con expresión de sentimientos «verdaderos», como lo harían en la comunicación con adultos o con niños mayores. Muestran una expresión facial afectiva similar, pero exagerada (marcada) y emiten los sonidos que corresponden a ello.  
A partir del tercer mes de vida aproximadamente, los niños ya no prefieren los movimientos contingentes, es decir exactamente los mismos como por ejemplo los podrían ver en un espejo, sino que prefieren las similitudes fuertes o las coincidencias como los movimientos de piernas de otros bebés. Es decir, muestran a partir de ese momento más interés por similitudes y ya no más por correspondencias exactas. De ahí concluyen Gergely y Watson que también desarrollan una disposición para percibir estas similitudes en sus padres o incluso esperarlas.

#### Regulación inicial del afecto
Otro factor de importancia para el desarrollo de la percepción de los estados emocionales propios surge del hecho de que los afectos del lactante pueden ser cambiados a través de la interacción social face to face, es decir la interrelación mímica con los padres. El lactante solo apenas estaría en condiciones de hacer esto. En el más favorable de los casos, la persona que lo cuida regula los estados afectivos del niño intuitivamente y sin proponérselo a través de su adaptación a las expresiones de afecto del lactante y de las pequeñas variaciones de ellas a través de su propia expresión mímica. La persona de referencia se adapta a las expresiones afectivas del lactante y las debilita o refuerza secuencialmente en la interacción face to face. Estas secuencias individuales tienen lugar en un marco temporal de menos de un segundo. A través de ellas el estado afectivo del niño parece debilitarse o reforzarse correspondientemente.
De esta manera, el lactante comprende con el tiempo que las personas que lo cuidan reaccionan ante un propio estado. Entiende que las personas de referencia reflejan su propio estado. El afecto que se muestra allí por las personas que lo cuidan es marcado, es decir constituye una exageración de la expresión del niño. Justamente a través de la exageración (marcación) es que el lactante tiene la posibilidad de reconocer que sus padres «representan»  algo que no es exactamente su propio sentir. Posee, sin embargo, tanta semejanza que el lactante puede establecer la conexión entre la expresión propia del afecto y la de sus padres. Si los padres reaccionaran aquí a las expresiones del niño como lo hacen ante las de otro adulto, (no-marcado) el niño sería confrontado con un estado emocional real de un adulto. El lactante tiene la posibilidad de entender, a través de la marcación, que las personas que lo cuidan remedan su propio estado afectivo.

#### Formación de las «representaciones secundarias»
Los investigadores han denominado desacoplamiento referencial a este reconocimiento del reflejo por parte del lactante. El niño entiende que el estado que recibe reflejado por la persona que lo cuida no es verdadero, es decir, no corresponde al estado real del adulto cuidador.  Comprende la expresión como un juego, como una cualidad de como si y como siguiente paso, el lactante reconoce que la expresión desacoplada de su portador (la cara) se refiere a él y que se trata allí de un reflejo de su propia expresión afectiva. Este proceso ha sido denominado por Gergely y Watson anclaje referencial.
El biofeedback puede citarse aquí como ejemplo. En esta técnica los estados o procesos corporales (por ejemplo, el pulso, la presión arterial o la deglución) se representan con procedimientos de visualización. El paciente sabe que se trata de una representación gráfica de sus propios procesos corporales y no de un proceso de la pantalla o del aparato en el que estos son representados. Por ejemplo, puede ver en una pantalla como varía su presión arterial. Con ello, le resulta posible aprender que a través de la contracción muscular de puede influir en su presión. Si logra captar esta relación, le resulta también posible regular conscientemente su presión, ya que se torna consciente un proceso corporal que normalmente ocurre de manera arbitraria o involuntaria.

«Así la relación de apego primaria puede ser la causa del paso desde una consciencia primaria de los estados internos hacia una consciencia funcional. En cuanto esto se ha desarrollado, puede usarse un concepto que corresponde al sentimiento de rabia (no la vivencia de rabia, sino la representación de rabia) para simular (y de esta manera descubrir) el correspondiente estado mental del otro.»

De este modo, el lactante aprende a entender las expresiones marcadas de afecto de las personas que lo cuidan como representación de sus propias expresiones afectivas. Así obtiene su primera idea - una imagen - de su propio estado, el que antes solo había vivenciado de un modo muy indiferenciado. 
A partir de allí se puede decir que el afecto se representa mental o psíquicamente. Ahora el afecto no solo se percibe de manera vaga, sino que al sentimiento corporal se le asigna un determinado pensamiento. Se ha construido una correspondencia mental del afecto, una representación. Es decir, el afecto ya no se experimenta pasivamente de manera inmediata, con las típicas manifestaciones corporales que comúnmente acompañan a las emociones básicas, sino que tiene ahora una correspondencia en la psique. Por esta razón se habla también de  representación secundaria. El afecto o la emoción ya puede transformarse en objeto del pensamiento, lo que permite al niño de mayor edad, o al adulto, reflexionar sobre esa emoción y su surgimiento, como asimismo regularla.  «El autocontrol emocional se hace recién posible cuando ya  se han desarrollado las estructuras secundarias de regulación o control sobre las representaciones». Es decir, esta representación así surgida permite una primera percepción consciente del propio estado. Con ello se cuenta entre los contenidos rudimentarios del entendimiento de la propia persona, lo que en psicología se denomina el sí mismo. En el devenir ulterior del desarrollo es posible que la psique o la mente misma puedan pasar a ser objeto de la reflexión. Es lo que en la psicología cognitiva se denomina como metacogniciones. Fonagy y Target hablan de metarepresentaciones. Los autores parten del supuesto de que las representaciones están presentes antes del aprendizaje de sus asignaciones verbales, es decir antes de que se adquiera el lenguaje (la posibilidad de denominar la alegría como alegría). Además, a partir de este momento resulta posible para el lactante percibir los afectos de los otros y simularlos.

#### Modelos psicoanalíticos afines
La teoría de que la madre conserva y devuelve "descontaminadas" las emociones negativas que el niño proyecta en ella ya fue descrita en los años 1960 por W. Bion. Este autor habla de una función de «contenedor»  para los afectos negativos que desarrolla la madre frente al niño. También este proceso, descrito por Bion conlleva el efecto de que en la psique del niño puedan simbolizarse los afectos. Posee gran similitud con el reflejo de los afectos más arriba descrito.

### Intencionalidad
Fonagy und Target ven como un paso intermedio significativo hacia el desarrollo de la capacidad de mentalización el que los niños, no antes de los nueve a quince meses, puedan reconocer en las acciones de otros una intención, es decir, un propósito. Esto se limita al comienzo a cuestiones muy rudimentarias como la atención o las emociones. A partir de ese momento, los niños comprenden que las personas persiguen una intención con sus actos. Es así como comprenden, por ejemplo, que indicar hacia un objeto puede hacer dirigir la atención sobre el mismo. Esta habilidad se desarrolla con el transcurso del tiempo hasta alcanzar ideas muy complejas sobre otros, como por ejemplo que una persona pueda poseer una idea falsa sobre algo determinado.

### La teoría delPlaying with Reality
Fonagy und Target complementan la teoría del reflejo de los afectos con la teoría del «Playing with Reality». Esta transcurre en una fase ulterior de desarrollo, aproximadamente a partir de los 18 meses y hasta los cuatro años. Según los autores tiene la misma relevancia que el reflejo de los afectos. Se preguntan por cómo está constituida la realidad psíquica antes de que sea percibida como psíquica, es decir, antes de que el niño posea una idea acerca de lo psíquico-mental.
Los investigadores suponen aquí dos modalidades diferentes en las que se experimentarían los sentimientos y pensamientos y que pueden coexitir una al lado de la otra:
- el modo como si (pretend mode) y
- el modo de la equivalencia psíquica (psychic equivalenz mode).

Se entiende bajo el modo como si' un estado en el que la realidad se suspende, en cierta medida se anula. Funcionando de este modo, el niño puede jugar sin temer que el juego se torne real (por ejemplo disparar a otros en juegos). El niño puede de esta manera representar externamente (en el lúdico «hacer como si») sus estados internos.  El papel de los padres mientras rige este «modo» está determinado por su propia concepción de la trama del juego. Pueden reflejar verbalmente, a través de sus comentarios sobre el desarrollo del juego, los estados internos del niño. Es decir, con ello denominan el estado del sí mismo del niño („ahora estás enojado“).
Se entiende por modo de la equivalencia psíquica un estado en el que el niño vive sus pensamientos como la verdadera realidad. Así, la idea de que hay un cocodrilo bajo su cama produce en el niño exactamente el mismo efecto atemorizador que si realmente hubiese uno allí. Es decir, en el modo de equivalencia el niño no ve sus pensamientos como algo distinto o separado de la realidad. También aquí los padres desempeñan una papel considerable para la concepción infantil. Aquí ellos representan tanto la realidad, como también pueden paralelamente y mentalizando tomar en serio o no las ideas infantiles.
Al final de este desarrollo está la integración de los modos de como si y de equivalencia psíquica. Fonagy y Target denominan modo reflexivo el modo psíquico resultante. Tras el desarrollo en los modos como si y de equivalencia el niño generalmente ha elaborado una teoría representacional de la psique. Ahora puede reconocer que sus pensamientos y sentimientos son posiciones frente a la realidad. Comprende que la realidad es influenciada por sus pensamientos, pero que estos no corresponden a exactamente a ella, como era el caso en el nodo de equivalencia. Ahora está en condiciones de jugar con sus ideas acerca de la realidad, ya que no tiene que temer que se transformen en reales «Si la madre se enfada con el niño, este puede defenderse contra ello: Mi madre cree o piensa que soy malo, pero yo creo y pienso otra cosa»

### Teoría del apego y mentalización
La Teoría del apego establece una relación entre la conducta de apego del niño, por una parte, y la conducta de sus figuras de referencia, por otra. Relaciona este interjuego con el desarrollo ulterior del niño e intenta también explicar el eventual desarrollo de una psicopatología a través de esta interacción. La conducta observable de apego describe solamente cómo el niño intenta establecer cercanía con su persona de referencia y cómo comienza a mostrar una conducta de exploración en caso de que obtenga la correspondiente satisfacción de su necesidad de cercanía. Sin embargo, John Bowlby, el fundador de la teoría del apego, ya había presentado la suposición de que el apego temprano puede ejercer una influencia marcante sobre las relaciones ulteriores y la salud psicológica. El autor explicó esto a través de inner working models, es decir la representación de la experiencia de apego. El resultado que se constató es que la calidad del vínculo de apego tiene una influencia sobre la actitud futura frente a las relaciones y que puede tener efectos incluso en la salud psicológica de la próxima generación.
Como se ha descrito más arriba Fonagy y Target ven el desarrollo de la habilidad de mentalización estrechamente enlazada con el apego del niño a su figura de referencia. Los autores utilizan elementos de la teoría del apego para su modelo teórico de la influencia de la relación temprana con la persona de referencia sobre el desarrollo de la regulación del afecto y de la mentalización. También utilizan métodos de investigación de la teoría del apego para probar empíricamente sus supuestos. Así por ejemplo, Fonagy ha desarrollado un método para investigar la función de reflexión descrita por él en la que la Entrevista de apego para adultos se evalúa a la luz del „Reflective-Functioning Manual“ desarrollado por él. Aquí también se pudo establecer una relación entre una función de reflexión alta y un vínculo de apego seguro (como en la Entrevista de apego para adultos). Los efectos sobre la conducta de apego del niño se probaron en una situación ajena o desconocida. Con esto, Fonagy pudo demostrar una relación entre la función de reflexión de la persona de referencia y el estilo de apego de los niños. Se muestra que «la atención consciente de la persona de referencia a los estados mentales del niño es un predictor significante de la probabilidad de un vínculo de apego seguro».
Fonagy establece una relación entre la capacidad de mentalización (función de reflexión) de las personas de referencia y el estilo de apego del niño. Fonagy ve como una base importante para el desarrollo de un estilo de apego seguro el que la madre pueda asumir una postura intencional frente a un lactante aún no intencional, es decir que ella le suponga una actuar con propósito aunque eso aún no esté desarrollado en absoluto. Así por ejemplo, se mostró que el estilo de apego que un niño de tendrá al año de edad, se puede predecir mediante las expresiones mentalizadoras de la madre frente a su bebé de seis meses. La evaluación de los contenidos de las expresiones de la madre es compleja, ya que se referían a conocimientos, deseos, pensamientos, intereses, pero también compromiso emocional, como asimismo procesos mentales del niño («Lo estás pensando?»); pero también los comentarios acerca de si los lactantes tenían pensamientos sobre su madre o si acaso intentaban influenciarla («¿Será que quieres que me enfade?»), se evaluaron como indicadores de una actitud mentalizadora. Si esos comentarios eran frecuentes y coincidían también con los presumibles estados del niño, era altamente probablemente que los niños mostraran un apego seguro a la edad de un año. Se considera al estilo de apego seguro como el mejor de las posibles tipos de apego del niño. Aquí también se midió si acaso la expresión de la madre acerca del niño reflejaba correctamente el estado del niño, lo que igualmente se evaluó como alta habilidad de mentalización. La capacidad de mentalización de la madre, entonces, tiene una elevada influencia en la conducta de apego del niño.
Fonagy y sus colaboradores parten de la base de que el apego seguro capacita al niño para mantener a un nivel óptimo la excitabilidad (Arousal) de su sistema nervioso central. De la investigación neurofisiológica se desprende que esto es una manifestación positiva secundaria del apego seguro y por lo tanto ofrece adicionalmente un marco de condiciones en el que se puede desarrollar la mentalización. La capacidad para mentalizar requiere de la habilidad para dejar a un lado la realidad psíquica dominante en el momento y concentrarse en la realidad menos obligatoria del estado interno en el que se encuentra el otro. Esto se garantiza a través del apego seguro.

## Neurociencias y mentalización
Junto a la regulación de los estados de excitación del sistema nervioso central, en neurociencias se discuten también otros efectos del apego. Así, el hemisferio cerebral derecho es dominante en los primeros tres años de vida. La relación de apego ejerce una influencia directamente marcante sobre este hemisferio, encargado de los sentimientos y las cogniciones sociales. Un apego seguro podría así contribuir al comportamiento social- emocional y a la autorregulación.
Fonagy y sus colaboradores señalan que en los adultos se hallan involucradas varias regiones cerebrales en los procesos de interacción social, la cognición social y la mentalización. La capacidad de respuesta a los gestos faciales comunicativos tiene lugar aparentemente en el lóbulo temporal. Allí se identifican estas informaciones visuales complejas y se procesan en la amígdala cerebral, es decir, se prueba su grado de significancia emocional. El control, necesario en las interacciones sociales, requiere de una actualización e interpretación ininterrumpida de las señales emocionales, como asimismo una regulación de estados emocionales y expresiones propias. Aquí desempeña un papel importante el lóbulo frontal de la corteza cerebral. Allí podrían estar localizadas las funciones que son especialmente importantes para el intercambio social. Estas áreas cerebrales podrían ser responsables del proceso de la mentalización.
La función de la corteza prefrontal a su vez es fuertemente influenciada por el estado de excitación (Arousal). Al aumentar demasiado la excitación de la corteza prefrontal y de los sistemas cerebrales asociados a ella, se activan otras regiones del cerebro y a las reacciones flexibles y reflexivas de la corteza prefrontal parecen superponerse reacciones de lucha o fuga. En este contexto, las personas con apego más inseguro o desorganizado reaccionan a los encuentros sociales con un Arousalelevado. Basta con situaciones sociales relativamente poco complicadas pueden llevar a una reducción de la capacidad de reaccionar de manera reflexiva y flexible – una posible indicación de que un estado de mayor excitación podría influenciar el proceso de mentalización. 
Se ha podido localizar tanto las regiones del cerebro que se aplican a la solución de los experimentos típicos de la investigación de la Theory of Mind, como también las áreas que probablemente harían posible un sí mismo representacional. También la investigación de la operación de las neuronas especulares permite suponer una influencia en la interpretación de la actuar intencional. El contexto más preciso, sin embargo, aún no ha sido suficientemente investigado.
El trastorno de las funciones de memoria, que se presenta por ejemplo en los traumas psíquicos, también puede influir negativamente en la habilidad de mentalización.

## Psicopatología
Los investigadores suponen que las desviaciones en los procesos de desarrollo descritos pueden conducir a trastornos psíquicos, en parte de considerable magnitud.
El reflejo y la marcación de las expresiones afectivas del niño por parte de la persona de referencia conduce a que el niño pueda representar afectos, es decir, que pueda percibirlos conscientemente, clasificarlos y reflexionar sobre ellos. Si la persona de referencia está afectada por sus propias dificultades y conflictos puede sentirse sobrepasada por las expresiones afectivas del lactante. Así, le refleja al niño su sentimiento propio o no puede siquiera reaccionar de manera adecuada. Bajo estas condiciones puede faltar el reflejo o la marcación de la expresión del afecto como característica de la relación y referencia mutuas (interacción social).
La persona de referencia reacciona en este contexto expresando sus emociones de modo no marcado, tal como lo haría frente a adultos. El lactante no puede relacionar a sí mismo la emoción mostrada. Ve reflejada también así su propia expresión de afecto negativo en la reacción de la persona de referencia. Sin embargo, el lactante no puede comprender que es una reacción a su propia expresión. Por lo tanto, siente la reacción de la persona de referencia a sus propios afectos negativos como el estado de la persona de referencia y no como un reflejo. De este modo el afecto negativo del niño no se debilita en la interaccción, sino que incluso se refuerza. La emoción del lactante no puede ser ni regulada ni representada. La consecuencia es la alteración de la autopercepción. El niño no puede construir representaciones de sus emociones y, en consecuencia, no puede controlar sus emociones de manera independiente. De esta manera se crearía una vivencia psíquica que corresponde a la identificación proyectiva. El afectado percibirá con frecuencia sus estados emocionales propios como los de otros. Para el desarrollo ulterior esto significa también que el mundo interno se percibirá como caricaturesca . Un comportamiento tal en la interacción conduce entonces a que no se pueda construir una distancia reguladora hacia los afectos propios. Esto corresponde en gran medida al «modo de equivalencia» (véase lo descrito más arriba).
Otra desviación patológica en este proceso de desarrollo sería el fracaso en el reflejo. Si la persona de referencia no refleja los afectos del niño, es decir no muestra como rección de respuesta el afecto del lactante, sino uno completamente diferente, se puede desarrollar una representación falsa de sí mismo. Aunque se forman representaciones secundarias, estas no tienen relación con el verdadero estado del sí mismo del lactante. La consecuencia es que el estado del propio sí mismo se percibe y se representa de manera distorsionada. Fonagy y Target relacionan este proceso con el concepto de sí miso falso de Donald Winnicott. Debido a que las representaciones internas del sí mismo no corresponden a la sensación afectiva efectivamente experimentada, frecuentemente estos individuos perciben su mundo interno en el «modo hacer como si» (ver más arriba).
Además pueden tener otros efectos sobre este desarrollo ciertas tendencias de la familia de origen que no permiten al carácter lúdico o juguetón en las fases de hacer como si y del modo de equivalencia psíquica. En particular, el maltrato infantil casi no admite el juego, debido a que en tal ambiente cada movimiento del adulto puede tener consecuencias serias y, en concordancia con ello, siempre tiene que ser tomado en serio. Pero también las formas más sutiles de abandono o negligencia dificultan la importante integración del modo hacer como si con el modo de equivalencia psíquica para alcanzar el modo reflexivo. El desarrollo de la habilidad de mentalización se impide en diversos grados.
Además la incapacidad para regular los propios afectos puede transmitirse a través de varias generaciones, sobre esto existen indicios en la investigación del apego. La incapacidad para representar afectos en la psique lleva a que no puedan controlarse. Los estados emocionales se experimentan siempre intensivamente, pero no se pueden nombrar. El trastorno y la pérdida del control son las consecuencias.
Un apego temprano y seguro a la persona de referencia permite al niño dirigir menos la atención hacia cuestiones existenciales que simplemente hacía asegurar el vínculo de apego. Esto le permite al niño retirar la atención de las actuaciones concretas del contacto interpersonal. Entonces puede ser que a través de un vínculo de apego inseguro se disminuya la capacidad de atención. 
Un vínculo de apego inseguro está estrechamente relacionado con una función de reflexión maternal disminuida (es decir, concretamente con la capacidad de mentalización de la madre). Un apego inseguro, desorganizado, va acompañado muy frecuentemente de problemas conductuales como autolesiones y autoagresiones, comportamiento agresivo o violento. Es decir, un bajo grado de comprensión por la madre de la situación psíquica de su hijo tiene como efecto los problemas conductuales descritos.
Los traumas del vínculo de apego (abuso sexual, maltrato, experiencias tempranas de abandono) muy frecuentemente se encuentran en la historia de las alteraciones psíquicas graves como los trastornos de personalidad. Fonagy y Bateman suponen también una relación de los  traumas psicológicos con la fijación en el modo de equivalencia, es decir, en la paridad entre el mundo interior mental y el de la realidad. En tal caso, las posibilidades de comprensión del individuo para los modos de comportamiento destructivo de otros en su entorno social serían muy escasas. El afectado podría mentalizar los actos destructivos de otros solo de manera muy insuficiente. A esto puede reaccionar, también en las relaciones estrechas, con exacerbada brutalidad.

## Recepción
El concepto de mentalización se considera como una presentación sistemática de una teoría intersubjetiva psicoanalítica que hace útiles para el enfoque psicoanalítico muchos resultados provenientes de teorías vecinas. Fonagy y Target se basan también en la teoría de relaciones objetales de Donald Winnicott y Wilfred Bion. Martin Dornes critica algunos puntos señalando que esta teoría se aplica principalmente a los trastornos severos de personalidad y tiene menor vigencia para las neurosis. Es una teoría en la que pesa la cognición y aporta poco a los problemas sexuales. Focaliza demasiado intensamente en un mecanismo único (el de la mentalización) y enfatiza demasiado en los traumas infantiles tempranos. Con ello, deja poco espacio al análisis de las heridas psíquicas y mentales de la adolescencia y de la edad adulta.
El modelo de la metalización condujo al desarrollo de la psicoterapia basada en la mentalización o al concepto de tratamiento con apoyo de la mentalización (Mentalization Based Treatment MBT) por Peter Fonagy y Anthony W. Bateman. Este modelo de tratamiento ayudaría a los pacientes que sufren un trastorno de personalidad severo para que puedan desarrollar una mejor comprensión de sí mismos y de los otros.

### Programas de intervención sobre la base del concepto de mentalización dirigidos a niños y jóvenes
Junto a la psicoterapia basada en la mentalización surgieron otros programas de intervención con base en la psicoterapia desarrollada por Fonagy y Bateman: 
- MBFT: Mentalization-Based Family Therapy (terapia familiar basada en mentalización, de Fearon)
- SMART: Short-term Mentalizing and Relational Therapy (terapia breve de mentalización y relacional, también de  Fearon)
- MBT-A (psicoterapia basada en mentalización para jóvenes, de De Viersprong, NL)
- Peaceful Schools Project (un proyecto de grupos para escuelas, de Twemlow)
- Adolescent Trauma Educational Group (programa de mentalización en el tratamiento grupal de traumatizados, de Allen)
- Parents First Reflecting Parenting Workshop, (un programa parental, de Slade)
- MTB Minding the Baby Project (un programa para padres con hijos pequeños, de Sadler)[24]